# Claude Papi

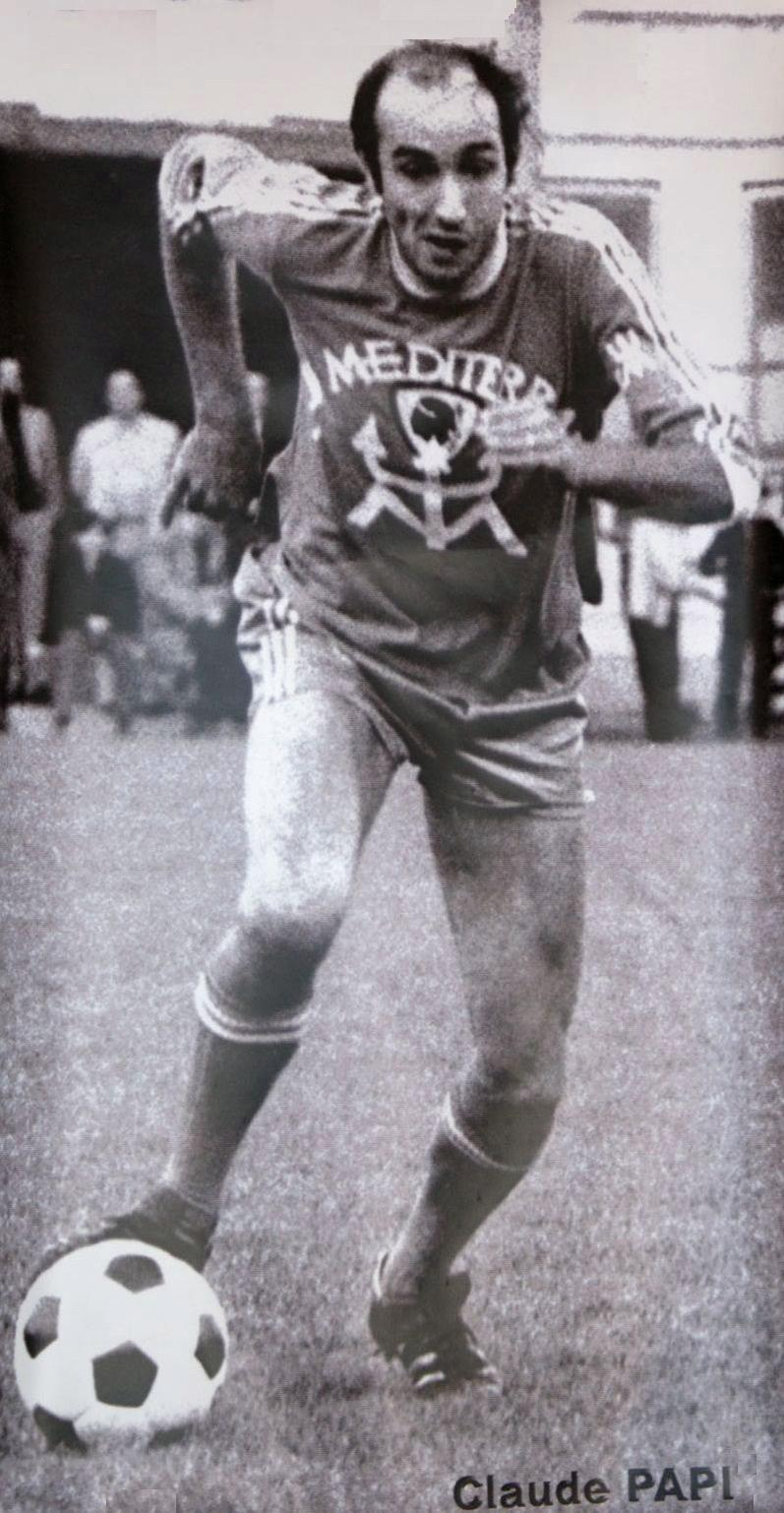
Claude Papi (1978)

Claude Papi (* 16. April 1949 in Porto-Vecchio; † 28. Januar 1983 auf Korsika) war ein französischer Fußballspieler.

## Vereinskarriere
Der in seiner korsischen Geburtsstadt Purtivechju/Porto-Vecchio aufgewachsene Papi begann seine Profikarriere in der Saison 1967/68 beim Zweitdivisionär SEC Bastia, mit dem er am Ende dieser Spielzeit in die höchste Spielklasse aufstieg. Bastia blieb er 15 Jahre lang – also während seiner gesamten Laufbahn – treu; später hat er unter anderem Angebote des FC Nantes und von Cosmos New York ausgeschlagen.
Claude Papi war ein torgefährlicher Spielmacher im Mittelfeld mit einer schon früh „hohen Stirn“, den insbesondere Spielübersicht, Balltechnik und seine Fähigkeit, Mitspielern den Weg zum gegnerischen Tor zu eröffnen, auszeichneten. Zu seinen bekanntesten Mitspielern bei SEC zählten in den ersten Jahren Dragan Džajić, René Ferrier, Rachid Mekhloufi, Jacques Zimako und später Torhüter Pierrick Hiard, Abdelkrim Merry, Jean-François Larios, Roger Milla sowie Johnny Rep. Der ganz große Erfolg in der Meisterschaft blieb den Korsen während Papis Zeit allerdings versagt, die meist im Tabellenmittelfeld abschlossen: ein dritter (1976/77), ein fünfter (1977/78) und zweimal ein sechster Rang (1968/69 und 1974/75) waren die besten Platzierungen des SEC.
Erfolgreicher als in der Liga war SEC Bastia in den Pokalwettbewerben. Im Landespokal erreichte die Elf 1972 das Endspiel, das sie gegen OM verlor. Papi wurde erst in der 77. Minute eingewechselt und führte seine Kameraden noch zum 1:2-Anschlusstreffer, der allerdings gleichbedeutend mit dem Endstand war. Im selben Jahr besiegte der SEC seinen Finalgegner im Endspiel um den Supercup, die Challenge des Champions, allerdings mit 5:2. Bastias nachfolgende drei Pokalhöhepunkte waren jeweils Partien gegen die AS Saint-Étienne, den dominierenden Klub jenes Jahrzehnts: 1975 und 1982 unterlagen die Korsen jeweils im Halbfinale und jeweils mit 0:2, aber 1981 gelang dem SEC ein 2:1-Endspielsieg. Ausgerechnet diesen bis in die Gegenwart (2010) einzigen Titelgewinn Bastias musste Claude Papi jedoch von der Tribüne aus verfolgen, weil er seit Saisonbeginn von Trainer Redin meist nur noch als Einwechselspieler berücksichtigt worden war. 1977 stand der SEC zudem im Endspiel um die Coppa delle Alpi, verlor es allerdings mit 1:3 gegen Stade Reims.
An Bastias größtem Erfolg war der Mittelfeldakteur allerdings ganz maßgeblich beteiligt: als Dritter der Division 1 1976/77 für den UEFA-Pokal 1977/78 qualifiziert, kämpften sich die Korsen – als erst dritter französischer Verein nach Reims und Saint-Étienne (diese jeweils im Landesmeisterbewerb) – darin bis in das Endspiel durch. Auf dem Weg ins Finale schaltete der SEC nacheinander Sporting Lissabon, Newcastle United, AC Turin (gegen diese Gegner mit jeweils zwei Siegen), Carl Zeiss Jena und die Grasshoppers Zürich aus; von Bastias 27 Treffern hatte Claude Papi sieben selbst erzielt. Erst die PSV Eindhoven unter seinem Trainer Rijvers, einem ehemaligen Profispieler bei AS Saint-Étienne, vermochte die Torfabrik erfolgreich zu stoppen; mit 0:0 und 0:3 verfehlte Bastia den ersten internationalen Titelgewinn einer französischen Klubmannschaft letztlich deutlich.
Auch ansonsten zählte diese Saison zu Papis individuell erfolgreichsten: er belegte in der Meisterschaft mit 15 Saisontreffern Platz 12 unter den Ligatorjägern und wurde anschließend sogar zum Weltmeisterschaftsteilnehmer (siehe unten, „In der Nationalmannschaft“).
1983, ein halbes Jahr nach Beendigung seiner aktiven Karriere und erst 33-jährig, starb Claude Papi an einem Aneurysma, während er ein Tennisspiel bestritt. Das Stadion seiner Geburtsstadt trägt heute seinen Namen, seit 2005 auch die Haupttribüne des Stade Armand Cesari in Bastia.

### Stationen
- Sporting Étoile Club de Bastia (1967–1982, davon 1967/68 in D2)

## In der Nationalmannschaft
Im November 1973, März 1975 und Juni 1978 bestritt Claude Papi drei Länderspiele für Frankreichs A-Nationalmannschaft, wobei er in den ersten beiden Spielen gegen Dänemark (3:0) und Ungarn (2:0) erst während der zweiten Halbzeit eingewechselt wurde.
Aufgrund seiner Leistungen insbesondere im UEFA-Pokal berief Nationaltrainer Michel Hidalgo ihn in das französische Aufgebot für die Weltmeisterschaftsendrunde 1978; diese Entscheidung hatte Hidalgo eine „schlaflose Nacht gekostet“ – allerdings nicht, weil er sich bezüglich des Korsen unsicher war, sondern weil er dafür einen anderen Stammspieler zuhause lassen musste. In Argentinien stand Papi im allerdings bereits bedeutungslos gewordenen letzten Spiel der Vorrunde gegen Ungarn (3:1) in der Anfangsformation – wie seine Mitspieler in einem geliehenen grün-weiß gestreiften Trikot, weil die blauen Hemden in der Unterkunft vergessen worden waren und der mitgeführte weiße Dress nicht genutzt werden konnte, da die Ungarn ebenfalls weiße Trikots trugen. Nach der Halbzeitpause durch Michel Platini ersetzt, ist Papi dennoch bis heute (2008) der einzige Korse, der je ein WM-Spiel für Frankreich bestritten hat.

## Palmarès
- Französischer Pokalsieger: 1981 (ohne Einsatz); zudem Finalist 1972
- Französischer Supercupgewinner: 1972
- 3 A-Länderspiele (kein Treffer) für Frankreich, WM-Teilnehmer 1978 (ein Einsatz)
- 392 Spiele und 110 Tore in der Division 1, sämtlich für Bastia[11]
- 16 Europapokaleinsätze (7 Tore); Finalist im UEFA-Pokal 1977/78[12]
- Coppa delle Alpi-Finalist: 1977